# VfB Alemannia 1897 Dortmund
VfB Alemannia Dortmund 1897 was een Duitse voetbalclub uit Dortmund, Noordrijn-Westfalen.

## Geschiedenis

### Alemannia 05
In 1905 werd SuS Alemannia 05 Dortmund opgericht. De club was aangesloten bij de West-Duitse voetbalbond en speelde in 1916/17 voor het eerst in de hoogste klasse van de Ruhrcompetitie, die toen om oorlogsredenen in meerdere reeksen opgedeeld was. Het district Dortmund was in twee reeksen opgedeeld en Alemannia won groep twee. In de finale tegen de andere groepswinnaar kreeg de club tweemaal een veeg uit de pan van SVgg Dortmund 95 (6:2, 8:0). Na een middenmootplaats het volgende jaar werd de club in 1918/19 tweede achter SVgg Dortmund.
In 1919 werd voor het eerst sinds het uitbreken van de oorlog opnieuw een competitie in één reeks gespeeld en Alemannia eindigde op een tiende plaats op twaalf clubs. Het volgende seizoen werd de competitie in drie reeksen verdeeld. Deze verandering werd na één seizoen weer ongedaan gemaakt en enkel de top vier plaatste zich, Alemannia werd vierde en plaatste zich nipt. Het volgende seizoen werd de club vicekampioen achter ETB Schwarz-Weiß 1900 Essen.
Vanaf 1922 werd de competitie over twee jaar gespreid en in 1922/23 werd enkel de heenronde gespeeld. Alemannia sloot die heenronde af als zesde op zestien clubs en als beste club uit Dortmund. De terugronde verliep echter zeer slecht en de club beëindigde het seizoen op een dertiende plaats. De naam werd nu gewijzigd in SC Alemannia 05 Dortmund. Opnieuw werd de competitie over twee seizoenen gespreid. Na de heenronde stond de club laatste samen met VfB Dortmund 1897 en Arminia 08 Marten. Deze laatste deed het slecht in de terugronde, terwijl zowel VfB als Alemannia het beter deden, waardoor SV 08 Dortmund voorlaatste werd en Alemannia dertiende op zestien.

### VfB Alemannia
Op 13 maart 1926 fusioneerde de club met VfB 1897 en werd zo VfB Alemannia Dortmund. De competitie werd nu niet meer gespreid, maar wel over twee groepen verdeeld. In het eerste seizoen eindigde de fusieclub vijfde op negen clubs. Ook de volgende seizoenen eindigde de club in de middenmoot. In 1929/30 was de club de enigde club uit de stad die in de hoogste klasse speelde. In 1931/32 bestond de competitie uit drie reeksen, VfB Alemannia werd zevende op negen clubs, maar omdat de competitie herleid werd naar twee reeksen degradeerde de club, waardoor het volgende seizoen zelfs geen enkele club uit Dortmund in de hoogste klasse speelde.
In 1933 kwam de NSDAP aan de macht in Duitsland. De West-Duitse bond en de acht competitie werden ontbonden en vervangen door drie Gauliga's. Dortmund viel onder de Gauliga Westfalen en VfB Alemannia speelde in de Bezirksklasse (tweede klasse).
In 1935 werd de club kampioen van de Bezirksklasse en nam deel aan de eindronde om promotie naar de Gauliga en werd derde. Ook in 1938 slaagde de club er niet in te promoveren via de eindronde. De langverwachte promotie volgde uiteindelijk in 1943. VfB Alemannia werd achtste in 1943/44. Het laatste seizoen werd vroegtijdig afgebroken door de perikelen in de Tweede Wereldoorlog.
Na de oorlog speelde de club in de Landesliga Westfalen, de tweede klasse, maar werd laatste met 0 punten en degradeerde. De volgende jaren speelde de club in lagere reeksen. Tot 1971 speelde de club in de vierde klasse. Op 27 mei 1973 fusioneerde de club met SV 08 Dortmund en nam de naam SC Dortmund 97/08 aan.